# Culpinia diffusa
Culpinia diffusa là một loài bướm đêm trong họ Geometridae.